# 駅探
駅探（えきたん）は、インターネット上の交通情報提供サイト、およびこれを運営する企業（株式会社駅探）、主なサービスは乗り換え案内である。

## 概要
- 東芝の一部門として開始し分社された。
- 当初よりインターネットで時刻表連動の乗り換え検索機能を提供している。
- ロゴやアイコンはマスコットキャラクターの電車型ロボット「えきタン」。

## 沿革
- 1997年
  - 4月25日 - 東芝が駅前探険倶楽部を開設。山手線内のJR東日本・地下鉄の全駅140程が対象。
  - 5月 - 対象を首都圏の250駅に拡大。
  - 12月1日 - 対象を首都圏（東京･神奈川･埼玉・千葉のほぼ全域）のJR東日本･私鉄･地下鉄、モノレールなどの約1500駅に拡大。
- 1999年
  - 3月1日 - 駅前探険倶楽部 関西版を開始
  - 11月18日 - 駅前探険倶楽部 東海版を開始。
- 2000年
  - 3月 - iモード向けi-駅探を開始。
  - 7月10日 - 駅前探険倶楽部 九州版を開始。
  - 12月 - Jスカイ向け駅前探険倶楽部を開始。
- 2003年
  - 1月15日 - 東芝より分社化し株式会社駅前探険倶楽部を設立。
  - 2月1日 - 営業開始。
- 2004年7月1日 - サービス名称を駅探に変更。各地域も統合。
- 2008年4月1日 - 社名を株式会社駅探に変更。
- 2011年3月3日 - 東京証券取引所マザーズに上場。
- 2012年5月 - シーエスアイ（現・CEホールディングス）と資本・業務提携。
- 2017年11月 - 東芝デジタルソリューションズ株式会社より株式会社ビジネストラベルジャパンの株式を取得し、子会社化。
- 2019年
  - 5月 - 本社を東京都千代田区に移転。
  - 11月 - 株式会社ラテラ･インターナショナルの株式を取得し、子会社化。
- 2020年
  - 7月 - 株式会社ビジネストラベルジャパンを吸収合併
  - 8月 - 新経営方針の策定　新事業コンセプト 「From the Stations ～駅から始めよう～」
  - 8月 - 株式会社未来シェア（AI型オンデマンド運行システム事業者）との業務提携
  - 11月 - 北海道地域でのMaaS事業展開に係る産学５者間での業務提携を締結